# 다카쓰 신고
다카쓰 신고(일본어: 高津 臣吾, 1968년 11월 25일 ~ )는 일본의 전 프로 야구 선수이자 야구 지도자, 야구 해설가·평론가이며, 현재 도쿄 야쿠르트 스왈로스의 감독이다. 히로시마현 히로시마시 미나미구 출신이며 현역 시절 포지션은 투수였다.
현역 시절에는 마무리 투수로서 일본 프로 야구, 메이저 리그, 한국 프로 야구, CPBL의 4개국 프로 야구 리그에서 활약하여 일본 프로 야구 역대 2위에 해당되는 통산 286세이브, 역대 2번째 기록인 미일 통산 300세이브를 기록했다.

## 선수 시절

### 프로 입단 전
히로시마 출신으로 어렸을 때부터 히로시마 도요 카프의 팬이었으며, 특히 ‘미스터 빨간 헬멧’으로 유명한 야마모토 고지의 열성 팬이었다. 또, 드래프트 회의가 있던 1990년에는 야마모토 고지가 히로시마의 감독을 맡고 있었기 때문에 히로시마 방문을 원하고 있었다.
히로시마현립 히로시마 공업고등학교 3학년 때 봄과 여름을 통해 고시엔 대회에 출전했지만, 대기 투수였기 때문에 등판 기회를 갖지 못하고 야수로서 출전하기도 했다. 아시아 대학 시절에 당시 대학 야구를 대표하는 좌완 투수였던 고이케 히데오의 뒤를 잇는 2번째 투수였다. 도토대학 리그 통산 40경기에 등판해 11승 15패, 평균자책점 2.34, 140개의 탈삼진을 기록했고 1990년 프로 야구 드래프트에서 야쿠르트 스왈로스의 3순위 지명을 받아 입단했다.

### 야쿠르트 시절
입단 당시에는 선발 투수로서 기대되어 특히 두드러진 특징이 없는 투수였지만, 프로 입단 후 긴 세월 동안 싱커를 습득하는 등 두각을 나타내기 시작했다. 프로 3년차인 1993년 5월 2일에 데뷔 첫 세이브를 달성했고 그 해에는 마무리 투수로 전향해 시즌 20세이브를 기록하면서 야쿠르트의 리그 우승과 일본 시리즈 우승에 기여를 했다. 이듬해 1994년에는 데뷔 첫 타이틀이 되는 최우수 구원 투수를 차지했다.
1997년 시즌 초반에는 부진을 겪었지만 이토 도모히토의 부활과 마무리 투수로 전향한 것에 의해 중간 계투로서 투입되는 등 팀의 일본 시리즈 우승에 기여했고 1998년에는 성적 부진으로 인해서 마무리 투수의 자리를 잃었다. 이듬해 1999년에는 와카마쓰 쓰토무가 감독으로 부임함과 동시에 마무리 투수로 복귀, 통산 두 번째가 되는 최우수 구원 투수 타이틀을 획득하였고 2001년에도 역시 최우수 구원 투수를 차지하면서 팀의 리그 우승과 일본 시리즈 우승에 큰 기여를 했다. 그 해 일본 시리즈에서는 연속 무실점을 기록했다.
2003년, 사사키 가즈히로가 가진 통산 229세이브라는 프로 야구 기록을 경신하여 최우수 구원 투수를 차지했다. 시즌 종료 후에는 FA권을 행사하면서 11월에 시카고 화이트삭스와의 연봉 75만 달러의 1년 계약(2년째는 구단 옵션)을 맺었다.

### 메이저 리그 시절
2004년 4월 9일 뉴욕 양키스전에서 메이저 리그 진출 이후 첫 등판을 하면서 첫 상대 타자인 마쓰이 히데키와의 맞대결을 펼쳤다. 개막 이후부터 무실점이 계속되면서 6월 3일의 미네소타 트윈스전까지 24경기 연속 무실점을 기록해 감독의 아지 기옌은 “마리아노 리베라도 데려오지 않는 한 다카쓰는 우리에게 있어서 최고의 마무리다”라고 말했다. 9월에는 ESPN의 선출한 ‘이득을 본 FA선수 베스트 10’에서는 오쓰카 아키노리에 이어 7위로 랭크되었다. 최종적으로 구원 투수 중에서는 리그 3위인 WHIP 0.98로 공동 8위의 평균자책점 2.31을 기록하는 등 19세이브를 기록했다. 10월 28일에는 구단이 옵션을 행사하면서 연봉 250만 달러의 1년 계약을 맺었다.
이듬해 2005년에는 개막 이후부터 마무리 투수로 등판했지만 4월 7일 클리블랜드 인디언스전에서 1이닝 3개의 홈런을 허용하는 등 초반부터 구원 실패가 계속되었다. 특히 5월까지 14.1이닝에 7개의 피홈런을 기록해 6월에는 평균자책점 0.96, WHIP 0.75로 회복되었지만 7월에는 평균자책점 12.60, WHIP 2.20으로 다시 부진에 시달리면서 8월 1일에 방출되었다. 12일에 뉴욕 메츠와의 마이너 계약을 맺어 9월 1일에 메이저 승격을 완수했지만 시즌 종료 후 FA가 되면서 팀을 떠났다.

### 야쿠르트로 복귀
2006년에 팀 동료였던 후루타 아쓰야가 야쿠르트의 감독으로 발탁되면서 입단 테스트를 거친 뒤 3년 만에 야쿠르트에 복귀했다. 시즌 초에는 중간 계투를 맡았지만 이시이 히로토시, 이가라시 료타가 부상으로 이탈하면서 주로 마무리 투수를 맡았다. 10월 7일의 히로시마전(메이지 진구 야구장)에서 미일 통산 300세이브를 달성했고 그 해에는 팀내 최다 기록인 13세이브를 올렸다. 미일 통산 300세이브를 달성한 일본인 선수는 사사키 가즈히로에 이어 역대 2번째이다.
2007년에는 작년과 마찬가지로 마무리 투수를 맡았다. 그러나 6월 30일 주니치 드래건스전(아키타 현립 야구장)에 등판한 그날 밤 숙소인 호텔에서 입욕 중에 발이 미끄러지면서 그대로 넘어지는 사고를 당해 왼발 엄지에 골절상(전치 3주)을 입고 전력에서 이탈되었다. 여름이 되면서 구원 실패하는 일이 반복되자 8월 중순부터 다시 2군으로 떨어졌고 약 1개월 후 1군에 복귀하여 다시 마무리 투수로 복귀했다. 시즌 종반 이후 “프런트로부터 다음 시즌 계약에 대한 얘기가 없다”라고 말했지만 최종전 다음날인 10월 10일에 방출 통보를 받았다. 또 구단 측이 방출 통보를 발표했을 때 스즈키 다다시 구단 사장이 “(실적이 있는 선수만큼 마지막 등판 등의 배려를 해야하지 않느냐는 기자의 질문에)그것이 배려라고는 생각하지 않는다. 현역 생활을 계속하고 싶으면 트라이아웃을 받으면 된다”라고 발언했다. 스즈키 사장의 발언으로 팬이나 언론에서도 논란을 불러일으켜 구단에는 약 600건이 넘는 항의와 불만이 쏟아지자 구단 측은 스즈키 구단 사장 명의의 사과문을 공개하는 등 사태 수습에 나섰다. 또, 다카쓰 자신은 현역 생활을 계속하겠다는 입장을 밝히고 있었지만 12개 구단 합동 입단 테스트(2007년 시즌 종료 후 두 차례 실시)에 대해서는 “자신에게도 자긍심이 있고, 생각하지 않고 있다”라고 부인하면서 결국 두 차례 모두 참가하지 않고 영입에 관한 연락을 기다렸지만 영입 의사를 나타내는 구단은 나타나지 않았고 11월 30일에 자유 계약 선수로 공시되었다.

### 두 번째의 메이저 리그 생활과 대한민국·대만 야구 시절
이듬해 2008년 1월 18일에 시카고 컵스와의 마이너 계약을 맺으면서 스프링 트레이닝에 초대 선수로서 참가했다. 그러나 시범 경기에서 등판한 5경기에 4와 1/3이닝을 던져 9.64의 평균자책점을 남기는 등의 뚜렷한 결과를 남길 수 없었다. 3월 11일에 방출 통보를 받았지만 현역 생활을 계속하겠다는 입장을 밝혀 16일에는 예전에 활약했던 시카고 화이트삭스의 아지 기옌 감독으로부터 권유받아 입단 테스트를 받았지만 불합격 되었다.
같은해 6월에는 한국 프로 야구팀 우리 히어로즈와의 계약금 6만 달러, 연봉 12만 달러로 계약을 맺고 입단해 한국 프로 야구에서는 4번째의 일본인 선수가 되었다. 6월 24일에 첫 등판하였고 6월 29일에는 1과 2/3이닝을 던지면서 무실점으로 호투하는 등 첫 세이브를 올렸다. 최종적으로 18경기에 등판해 1승 0패 8세이브, 평균자책점 0.86, WHIP 1.00 등 마무리 투수로서 좋은 성적을 남겼지만 12월 17일 히어로즈 구단은 다카쓰가 고질적인 허리 부상을 안고 있다는 이유로 2009년의 외국인 선수로서 덕 클락과 클리프 브룸바를 선택했기 때문에 다카쓰와 재계약을 포기하고 방출했다.
2009년 5월, 로스앤젤레스 교외에서 메이저 리그 구단의 스카우트가 지켜보는 가운데 트라이아웃을 받았고 샌프란시스코 자이언츠와의 마이너 계약을 맺었다. 당시 나이는 40세였는데 일본인으로서는 최고령 나이(40세 7개월)에 계약을 맺어 7월에 트리플 A팀 프레즈노 그리즐리스에 합류했지만 메이저 리그에 승격하지는 못했다.
이듬해 2010년 1월, 대만 프로 야구팀 싱농 불스와 계약을 맺으면서 일본(NPB), 미국(MLB), 대한민국(KBO), 중화민국(CPBL)에서 4개의 프로 리그를 경험한 최초의 일본인 선수가 되었다. 등번호도 야쿠르트 시절과 똑같은 22번으로 배정되었고 6월 12일 대만 야구계에서 1위에 해당되는 13세이브째를 기록해 소속팀인 싱농 불스가 전기 우승을 결정하면서 ‘헹가래 투수’가 되었다. 11월 26일에는 싱농 불스와의 계약을 포기하고 방출당했다.

### 독립 리그 시절
이듬해 2011년 1월 24일에 베이스볼 챌린지 리그 팀인 니가타 알비렉스 베이스볼 클럽에 입단하면서 명구회 회원이 독립 리그에서 선수 생활을 하게 될 최초의 선수가 되었다. 입단 1년차인 2011년 시즌에는 27경기에 등판해 0승 2패 16세이브, 평균자책점은 2.16으로 세이브 개수는 리그 1위였다.
2012년부터 팀의 선수 겸 감독으로 부임했고 8월 31일에는 2012년 시즌을 끝으로 현역에서 은퇴하겠다고 밝혔다. 9월 22일 나가오카 시 유큐잔 야구장에서 시나노 그랜드세로우스전을 은퇴 경기로 치러 9회 2아웃 상황에서 등판해 마지막 타자를 좌익수 플라이로 처리했다. 이로써 2012년을 끝으로 19년 간의 현역 생활을 은퇴함과 동시에 감독직에서 물러났다.

## 지도자 시절
이후 친정 팀 도쿄 야쿠르트 스왈로스의 투수코치로 영입된 그는 야쿠르트의 2군 감독을 거쳐 2019년 시즌 후 오가와 준지가 감독직에서 물러나자 오가와의 후임 감독으로 취임했다.
2021년 일본 시리즈에서 오릭스 버펄로스를 꺾고 야쿠르트의 NPB 통합 우승을 안겼다.

## 명예의 전당 헌액
2022년 1월 14일, 플레이어 부문에서 일본 야구 전당에 헌액되었다. 한국프로야구와 CPBL에서 뛰었던 선수 표창은 그가 처음이다.

## 에피소드
일본의 NHK 방송은 일본과 미국을 거쳐 대한민국에서 활약하는 다카쓰의 모습을 취재해서 다큐멘터리로 만들기로 기획했다. 이를 위해 취재 팀이 대한민국에 방한했으나, 때마침 소속 팀 우리 히어로즈가 부진해 다카쓰의 마무리 등판 기회 자체가 부여되지 않아 한동안 그가 세이브를 올리는 모습을 취재할 수 없었다. 때마침 베이징 올림픽으로 KBO 리그가 오랜 휴식 기간을 가지는 시기가 겹쳐서, NHK는 한 달 넘게 다카쓰를 취재하지 못했다.

## 상세 정보

### 출신 학교
- 히로시마 현립 히로시마 공업고등학교
- 아시아 대학

### 선수 경력
NPB
- 야쿠르트 스왈로스·도쿄 야쿠르트 스왈로스(1991년 ~ 2003년, 2006년 ~ 2007년)

MLB
- 시카고 화이트삭스(2004년 ~ 2005년)
- 뉴욕 메츠(2005년)
- 샌프란시스코 자이언츠(트리플A, 2009년)

KBO
- 우리 히어로즈(2008년)

CPBL
- 싱농 불스(2010년)

독립 리그
- 니가타 알비렉스 베이스볼 클럽(2011년 ~ 2012년)

### 지도자 경력
- 니가타 알비렉스 베이스볼 클럽 감독(2012년) ※선수 겸임.
- 도쿄 야쿠르트 스왈로스 1군 투수코치(2014년 ~ 2016년)
- 도쿄 야쿠르트 스왈로스 2군 감독(2017년 ~ 2019년)
- 도쿄 야쿠르트 스왈로스 감독(2020년 ~ )

### 수상·타이틀 경력

#### 타이틀
- 최우수 구원 투수: 4회(1994년, 1999년, 2001년, 2003년)

#### 수상
- 월간 MVP: 2회(2000년 5월, 2001년 8월) ※투수 부문
- 파이어맨상: 3회(1994년, 1999년, 2001년)
- JA 전농 Go·Go상: 1회(구원상: 1995년 7월)
- 일본 시리즈 우수 선수상: 2회(1993년, 1995년)
- 센트럴 리그 회장 특별 수상: 2회(회장 특별상: 2003년[주 1], 최우수 감독상: 2021년)
- 쇼리키 마쓰타로상: 1회(2021년)

### 주요 기록

#### 첫 기록(NPB)
- 첫 등판: 1991년 4월 24일, 대 요코하마 다이요 웨일스 5차전(요코하마 스타디움), 5회말 1사에 4번째 투수로서 구원 등판, 1과 2/3이닝을 2실점
- 첫 탈삼진: 1991년 5월 2일, 대 주니치 드래건스 5차전(나고야 구장), 8회말에 우노 마사루로부터
- 첫 선발·첫 승리·첫 완투 승리: 1991년 9월 12일, 대 요코하마 다이요 웨일스 26차전(메이지 진구 야구장), 9이닝 2실점
- 첫 세이브: 1993년 5월 2일, 대 요미우리 자이언츠 3차전(도쿄 돔), 6회말 1사에 2번째 투수로서 구원 등판·마무리, 3과 2/3이닝을 2실점

#### 기록 달성 경력(NPB)
- 통산 100세이브: 1999년 4월 17일, 대 한신 타이거스 2차전(후쿠오카 돔), 9회초에 3번째 투수로서 구원 등판·마무리, 1이닝 무실점 ※역대 10번째.
- 통산 150세이브: 2000년 9월 6일, 대 한신 타이거스 20차전(메이지 진구 야구장), 9회초에 3번째 투수로서 구원 등판·마무리, 1이닝 무실점 ※역대 3번째.
- 통산 200세이브: 2002년 4월 28일, 대 한신 타이거스 6차전(한신 고시엔 구장), 9회말에 4번째 투수로서 구원 등판·마무리, 1이닝 무실점 ※역대 2번째.
- 통산 500경기 등판: 2003년 6월 20일, 대 요코하마 베이스타스 12차전(메이지 진구 야구장), 9회초에 3번째 투수로서 구원 등판·마무리, 1이닝 무실점에서 세이브를 기록 ※역대 71번째[12]
- 통산 250세이브: 2003년 8월 16일, 대 주니치 드래건스 19차전(나고야 돔), 9회말에 5번째 투수로서 구원 등판·마무리, 1이닝 무실점 ※사상 최초.
- 미일 통산 300세이브: 2006년 10월 7일, 대 히로시마 도요 카프 20차전(메이지 진구 야구장), 9회초에 3번째 투수로서 구원 등판·마무리, 1이닝 무실점 ※역대 2번째(과거에 사사키 가즈히로가 달성했음)

#### 기타(NPB)
- 올스타전 출장: 6회(1994년, 1996년, 1999년 ~ 2000년, 2003년, 2007년)

### 등번호
- 22(1990년 ~ 2003년, 2007년, 2010년 ~ 2012년,2020년 ~ )
- 10(2004년 ~ 2005년)
- 11(2006년)
- 33(2008년)
- 99(2014년 ~ 2019년)

### 연도별 투수 성적
| 연 도     | 소 속          | 등 판 | 선 발 | 완 투 | 완 봉 | 무 4 구 | 승 리 | 패 전 | 세 이 브 | 홀 드 | 승 률 | 타 자 | 이 닝 | 피 안 타 | 피 홈 런 | 볼 넷 | 고 4 | 몸 맞 | 탈 삼 진 | 폭 투 | 보 크 | 실 점 | 자 책 점 | 평 자 책 | W H I P |
| --------- | -------------- | ----- | ----- | ----- | ----- | ------- | ----- | ----- | -------- | ----- | ----- | ----- | ----- | -------- | -------- | ----- | ---- | ----- | -------- | ----- | ----- | ----- | -------- | -------- | ------- |
| 1991년    | 야쿠르트       | 13    | 2     | 1     | 0     | 0       | 1     | 1     | 0        | --    | .500  | 120   | 27.2  | 34       | 4        | 6     | 0    | 2     | 25       | 1     | 0     | 15    | 13       | 4.23     | 1.45    |
| 1992년    | 야쿠르트       | 23    | 11    | 3     | 0     | 0       | 5     | 3     | 0        | --    | .625  | 362   | 82.2  | 84       | 10       | 36    | 2    | 3     | 63       | 1     | 1     | 48    | 43       | 4.68     | 1.45    |
| 1993년    | 야쿠르트       | 56    | 1     | 0     | 0     | 0       | 6     | 4     | 20       | --    | .600  | 324   | 78.1  | 69       | 3        | 24    | 5    | 5     | 72       | 1     | 0     | 28    | 20       | 2.30     | 1.19    |
| 1994년    | 야쿠르트       | 47    | 0     | 0     | 0     | 0       | 8     | 4     | 19       | --    | .667  | 298   | 72.1  | 63       | 7        | 30    | 7    | 1     | 54       | 1     | 0     | 25    | 23       | 2.86     | 1.29    |
| 1995년    | 야쿠르트       | 39    | 0     | 0     | 0     | 0       | 1     | 3     | 28       | --    | .250  | 197   | 48.1  | 42       | 2        | 14    | 1    | 3     | 36       | 0     | 0     | 14    | 14       | 2.61     | 1.16    |
| 1996년    | 야쿠르트       | 39    | 0     | 0     | 0     | 0       | 2     | 6     | 21       | --    | .250  | 215   | 50.0  | 56       | 7        | 16    | 4    | 1     | 35       | 1     | 0     | 18    | 18       | 3.24     | 1.44    |
| 1997년    | 야쿠르트       | 51    | 3     | 0     | 0     | 0       | 7     | 4     | 7        | --    | .636  | 313   | 79.1  | 55       | 9        | 20    | 4    | 5     | 68       | 0     | 0     | 20    | 18       | 2.04     | 0.95    |
| 1998년    | 야쿠르트       | 42    | 0     | 0     | 0     | 0       | 2     | 3     | 3        | --    | .400  | 212   | 45.1  | 54       | 6        | 26    | 3    | 2     | 32       | 1     | 0     | 29    | 28       | 5.56     | 1.76    |
| 1999년    | 야쿠르트       | 40    | 0     | 0     | 0     | 0       | 1     | 1     | 30       | --    | .500  | 164   | 41.1  | 32       | 6        | 8     | 3    | 0     | 38       | 1     | 0     | 11    | 10       | 2.18     | 0.97    |
| 2000년    | 야쿠르트       | 35    | 0     | 0     | 0     | 0       | 0     | 1     | 29       | --    | .000  | 139   | 34.2  | 32       | 4        | 8     | 0    | 1     | 29       | 0     | 0     | 8     | 8        | 2.08     | 1.15    |
| 2001년    | 야쿠르트       | 52    | 0     | 0     | 0     | 0       | 0     | 4     | 37       | --    | .000  | 212   | 51.2  | 49       | 3        | 13    | 3    | 0     | 39       | 1     | 0     | 17    | 15       | 2.61     | 1.20    |
| 2002년    | 야쿠르트       | 44    | 0     | 0     | 0     | 0       | 0     | 2     | 32       | --    | .000  | 174   | 41.2  | 37       | 6        | 11    | 1    | 3     | 28       | 1     | 0     | 19    | 18       | 3.89     | 1.15    |
| 2003년    | 야쿠르트       | 44    | 0     | 0     | 0     | 0       | 2     | 3     | 34       | --    | .400  | 185   | 42.0  | 42       | 7        | 21    | 7    | 0     | 26       | 2     | 0     | 18    | 14       | 3.00     | 1.50    |
| 2004년    | CWS            | 59    | 0     | 0     | 0     | 0       | 6     | 4     | 19       | 4     | .600  | 245   | 62.1  | 40       | 6        | 21    | 3    | 2     | 50       | 1     | 0     | 17    | 16       | 2.31     | 0.98    |
| 2005년    | CWS            | 31    | 0     | 0     | 0     | 0       | 1     | 2     | 8        | 3     | .333  | 130   | 28.2  | 30       | 9        | 16    | 1    | 0     | 32       | 1     | 0     | 19    | 19       | 5.97     | 1.61    |
| 2005년    | NYM            | 9     | 0     | 0     | 0     | 0       | 1     | 0     | 0        | 1     | 1.000 | 38    | 7.2   | 11       | 2        | 3     | 1    | 0     | 6        | 0     | 0     | 2     | 2        | 2.35     | 1.83    |
| '05 소계  | NYM            | 40    | 0     | 0     | 0     | 0       | 2     | 2     | 8        | 4     | .500  | 168   | 36.1  | 41       | 11       | 19    | 2    | 0     | 38       | 1     | 0     | 21    | 21       | 5.20     | 1.65    |
| 2006년    | 야쿠르트       | 48    | 0     | 0     | 0     | 0       | 1     | 2     | 13       | 8     | .333  | 173   | 42.2  | 33       | 3        | 15    | 1    | 1     | 31       | 0     | 1     | 15    | 13       | 2.74     | 1.13    |
| 2007년    | 야쿠르트       | 25    | 0     | 0     | 0     | 0       | 0     | 5     | 13       | 0     | .000  | 110   | 23.1  | 32       | 4        | 7     | 2    | 0     | 15       | 0     | 0     | 17    | 16       | 6.17     | 1.67    |
| 2008년    | 우리· 히어로즈 | 18    | 0     | 0     | 0     | 0       | 1     | 0     | 8        | 0     | 1.000 | 85    | 21.0  | 16       | 1        | 5     | 0    | 4     | 18       | 0     | 0     | 2     | 2        | 0.86     | 1.00    |
| 2010년    | 싱농           | 40    | 0     | 0     | 0     | 0       | 1     | 2     | 26       | 2     | .333  | 168   | 43.0  | 29       | 0        | 8     | 0    | 2     | 32       | 1     | 1     | 13    | 9        | 1.88     | 0.86    |
| NPB: 15년 | NPB: 15년      | 598   | 17    | 4     | 0     | 0       | 36    | 46    | 286      | 8     | .439  | 3198  | 761.1 | 714      | 81       | 255   | 43   | 27    | 591      | 11    | 2     | 302   | 271      | 3.20     | 1.27    |
| MLB: 2년  | MLB: 2년       | 99    | 0     | 0     | 0     | 0       | 8     | 6     | 27       | 8     | .571  | 413   | 98.2  | 81       | 17       | 40    | 5    | 2     | 88       | 2     | 0     | 38    | 37       | 3.38     | 1.23    |
| KBO: 1년  | KBO: 1년       | 18    | 0     | 0     | 0     | 0       | 1     | 0     | 8        | 0     | 1.000 | 85    | 21.0  | 16       | 1        | 5     | 0    | 4     | 18       | 0     | 0     | 2     | 2        | 0.86     | 1.00    |
| CPBL: 1년 | CPBL: 1년      | 40    | 0     | 0     | 0     | 0       | 1     | 2     | 26       | 2     | .333  | 168   | 43.0  | 29       | 0        | 8     | 0    | 2     | 32       | 1     | 1     | 13    | 9        | 1.88     | 0.86    |

- 2010년 기준, 굵은 글씨는 시즌 최고 성적.
- 우리(우리 히어로즈)는 2008년 시즌 중에 히어로즈(히어로즈)로 구단명을 변경.

## 주해
1. ↑  통산 세이브(세이브 포인트) NPB 신기록 달성